# Тератома
Терато́ма (лат. teratoma, від грец. τέρας — чудовисько та ομα — пухлина, інші назви складна пухлина, ембріома, змішана тератогенна пухлина, тридермома, монодермома, паразитуючий плід) — пухлина, яка складається з різних типів тканин, які є похідними різних зародкових листків, присутність яких нехарактерна для тих органів або анатомічних областей організму, в яких розвивається пухлина. Тератома належить до герміногенних пухлин, та формується із ембріональних клітин — гоноцитів. Найчастіше тератома формується в статевих залозах — яєчках та яєчниках, іншими частими місцями формування тератом є крижово-куприкова ділянка, заочеревинний простір, середостіння, шия, головний мозок. Зазвичай тератома є доброякісною пухлиною, яка часто не потребує лікування, проте в частині випадків формується злоякісна пухлина, причому в жінок тератома частіше буває доброякісною, а в чоловіків злоякісною пухлиною.

## Епідеміологічні особливості
Згідно зі статистичними даними, тератома становить приблизно третину всіх пухлин у дитячому віці та 7 % пухлин у дорослих. Поширеність тератоми крижово-куприкової ділянки становить приблизно 1 випадок на 30 тисяч новонароджених, і вона є найбільш поширеною пухлиною серед новонароджених. У жінок тератома зустрічається частіше, ніж у чоловіків. Тератоми яєчника складають 25 % від усіх пухлин яєчника, і частіше зустрічаються у дорослому віці. Тератома яєчок є причиною близько 50 % випадків семіноми, та зустрічається з однаковою частотою у дітей та дорослих.

## Етіологія
Етіологічні чинники формування тератом до кінця не встановлені. Найпоширенішою гіпотезою причини виникнення тератом, яка заснована на феномені «ембріон в ембріоні», є порушення формування одного із так званих сіамських близнюків, унаслідок чого один із них стає паразитом та недорозвинутим. Це призводить до того, що в пухлині можливе виявлення не тільки деяких видів тканин, нехарактерних для органа або частини тіла, в яких розвинулась пухлина, а й частин інших органів або й сформованих органів — очей, зубів, волосся, нігтів, кінцівок. Іншою гіпотезою виникнення тератоми є порушення формування ембріона, унаслідок чого проходить зміщення зародкових листків на ранніх стадіях ембріогенезу. Причиною цього можуть стати хромосомні аномалії, які виникають у статевих клітинах ще до запліднення. Причинами виникнення хромосомних аномалій можуть стати шкідливі звички у матері, вживання з їжею або водою канцерогенів, лікування майбутньої матері цитостатичними препаратами, а також дія несприятливих факторів зовнішнього середовища під час професійної діяльності матері новонародженої дитини.

## Класифікація
Тератома класифікується за гістологічною будовою, локалізацією, часом виникнення.
За гістологічною будовою тератома класифікується на зрілу, або дермоїдну (пухлина доброякісного характеру), та незрілу, або тератобластому (пухлина із ознаками злоякісності). Зріла тератома поділяється на щільну, або солідну; рідку, або кістозну; та монодермальну, або високоспеціалізовану.
За локалізацією тератоми поділяються на пухлини заочеревинного простору, середостіння, крижово-куприкової ділянки, шиї, головного мозку, ротової порожнини, вуха, ока та очниці, яєчника, яєчка.
За часом виникнення (точніше — діагностики) тератоми поділяють на вроджені та такі, що розвиваються у дорослому віці.

## Клінічна симптоматика
Клінічна симптоматика тератоми залежить від місця локалізації пухлини та її розмірів.
При тератомі яєчка спостерігається збільшення яєчка в розмірах, структура утворення щільна, відчувається важкість у області калитки, сама ж область калитки стає асиметричною, при збільшенні в об'ємі пухлини яєчка стають щільними та горбистими на дотик, тератома яєчка часто малігнізується та дає метастази.
При тератомі яєчника клінічна симптоматика тривалий час, при невеликих розмірах пухлини, може бути відсутньою. При збільшенні у розмірах пухлини можуть відчуватися важкість у нижніх відділах живота, порушення сечопуску, порушення відходження калу — частіше запор, зрідка діарея, збільшення живота, при малігнізації пухлини може спостерігатися анемія. При збільшенні у розмірах пухлини також може спостерігатися перекрут ніжки кісти, який дає типову картину гострого живота та пельвіоперитоніту.
Тератома шиї найчастіше має доброякісний характер, та локалізується переважно в шийному трикутнику. Пухлина має щільну структуру, значно рідше вона може бути на дотик водянистою, утвір на шиї легко рухливий. Тератома шиї росте повільно, при невеликих розмірах пухлини хворі можуть не мати скарг. Проте при значному збільшенні в розмірах пухлини у хворих спостерігаються скарги на задишку, свист при диханні, дисфагію, зміну кольору шкіри обличчя та шиї.
Тератома середостіння найчастіше тривалий час може перебігати без будь-яких симптомів. Діаметр пухлини переважно складає не більш ніж 25 см, вони мають переважно кістозний характер, злоякісні пухлини спостерігаються лише в 10 % випадків. Проте при збільшенні пухлини в розмірах може спостерігатися перетиснення аорти або верхньої порожнистої вени, стиснення плевральної порожнини, наслідком цього є поява у хворих тахікардії, задишки, кашлю, мокротиння кров'янистого характеру. При розриві тератоми середостіння можуть спостерігатися легенева кровотеча, біль у області шиї або плеча. нестримна гикавка, набряк шиї або грудної клітки, блідість шкіри, пневмонія.
Тератома легені морфологічно є кістою із щільною капсулою розмірами до 10 см. При гістологічному дослідженні пухлини в ній часто виявляють жирові клітини, клітини епідермісу; а також волосся, сальні залози, зуби, хрящі. Пухлина частіше локалізується у верхній долі легені, частіше зліва. Тривалий час тератома може не мати ніяких симптомів, та виявлятися лише під час профілактичного флюорографічного обстеження. При збільшенні в розмірах у хворих з1являються скарги на болі в спині та грудній клітці, схуднення, кашель із кров'ю. При розриві кисти може спостерігатись симптоматика, подібна до захворювань легень та грудної клітки, які потребують невідкладної допомоги. Тератома легені нерідко перероджується у рак легені, прогноз такої пухлини найчастіше неблагоприємний.
Тератома крижово-куприкової ділянки найчастіше виявляється у новонароджених, частіше в дівчат. Пухлина найчастіше є доброякісною, і при незначних розмірах не заважає нормальній життєдіяльності організму. Проте при великих розмірах пухлини вона займає весь об'єм малого таза, при чому зміщує анальний отвір убік та перетискає сечоводи, при чому порушується нормальне відходження калу та сечі. Окрім цього, всередині в пухлині можуть знаходитись петлі кишки, що призводить до деформації внутрішніх органів, та створює небезпеку утворення грижі. У пухлині також можуть виявлятися ембріональні тканини, що створює високу ймовірність переродження пухлини у злоякісну. Окрім того, при великих розмірах пухлини у зв'язку з її добрим кровопостачанням гіршає кровообіг у інших частинах тіла дитини, що може спричинити розвиток серцевої недостатності.

## Діагностика
Для діагностики тератом різних анатомічних ділянок та органів застосовуються ці методи обстеження, які є найбільш інформативними для виявлення патології даних органів та анатомічних ділянок. Найчастіше для діагностики тератоми застосовуються ультразвукове обстеження ураженої ділянки, рентгенологічне обстеження, у тому числі комп'ютерну томографію. За необхідності також проводиться ангіографія ділянки пухлини. Для уточнення діагнозу може проводитись пункційна біопсія пухлини із подальшим її морфологічним дослідженням. Для діагностики ймовірного злоякісного переродження пухлини проводиться аналіз крові для визначення пухлинних маркерів, гормонів та інших біологічно активних речовин, які можуть секретувати злоякісні пухлини, у плазмі крові.

## Лікування
Лікування тератоми суто оперативне, при наявності технічної можливості операція проводиться лапароскопічним методом. При діагностиці злоякісної тератоми, окрім хірургічного лікування, проводиться також променева терапія та хіміотерапія.